# Ricardo Jorge Marques Duarte
Ricardo Jorge Marques Duarte, más conocido como Mangualde (n. el 14 de febrero de 1982 en Mangualde, Portugal), es un futbolista portugués que juega de defensa en el Doxa Katakopias de la Segunda División de Chipre.

## Trayectoria
Después de varias temporadas sin éxito en el filial del Sporting de Portugal, Mangualde se fue al Clube Oriental de Lisboa en 2003. En enero de 2006, fichó por el F.C. Paços de Ferreira de la Primera División de Portugal, en el que jugó regularmente en las dos temporadas y media que estuvo en el club; jugó 48 veces, todas ellas de titular, y a la temporada siguiente acabó sexto y clasificó a la Copa de la UEFA por primera vez en su historia.
En 2008, Mangualde fichó por el SC Freamunde, de la Segunda División de Portugal, pero al año siguiente se fue al  Doxa Katakopias chipriota.

## Clubes
| Club                            | País     | Año       |
| ------------------------------- | -------- | --------- |
| Sporting de Lisboa              | Portugal | 2000-2003 |
| Clube Oriental de Lisboa        | Portugal | 2003-2005 |
| Futebol Clube Paços de Ferreira | Portugal | 2006-2008 |
| SC Freamunde                    | Portugal | 2008-2009 |
| Doxa Katakopias                 | Chipre   | 2009-     |